# Pharaonenibis

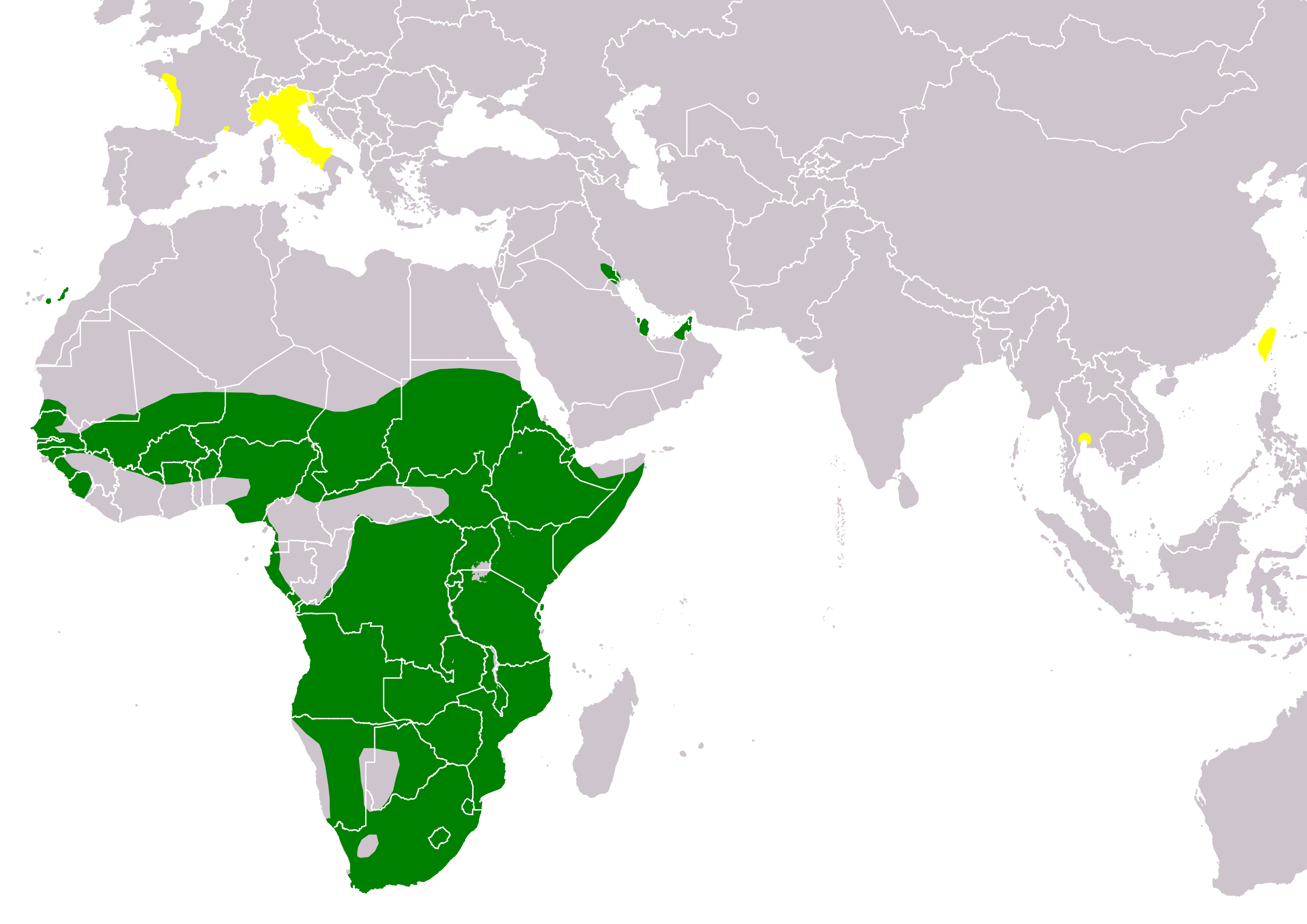
natürliches Verbreitungsgebiet
eingeführte Populationen

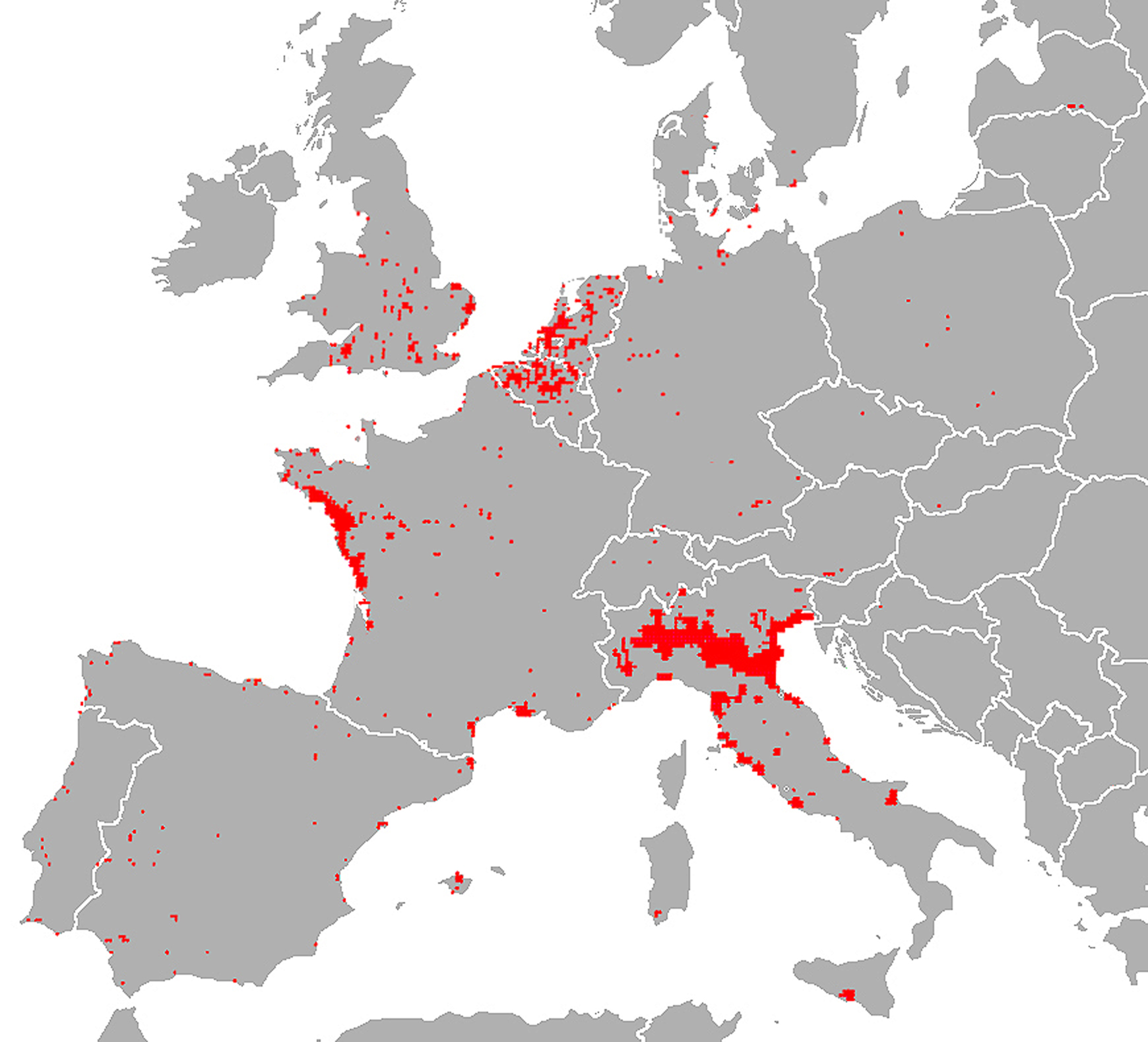
Sichtungen des Pharaonenibis von 2015–22.

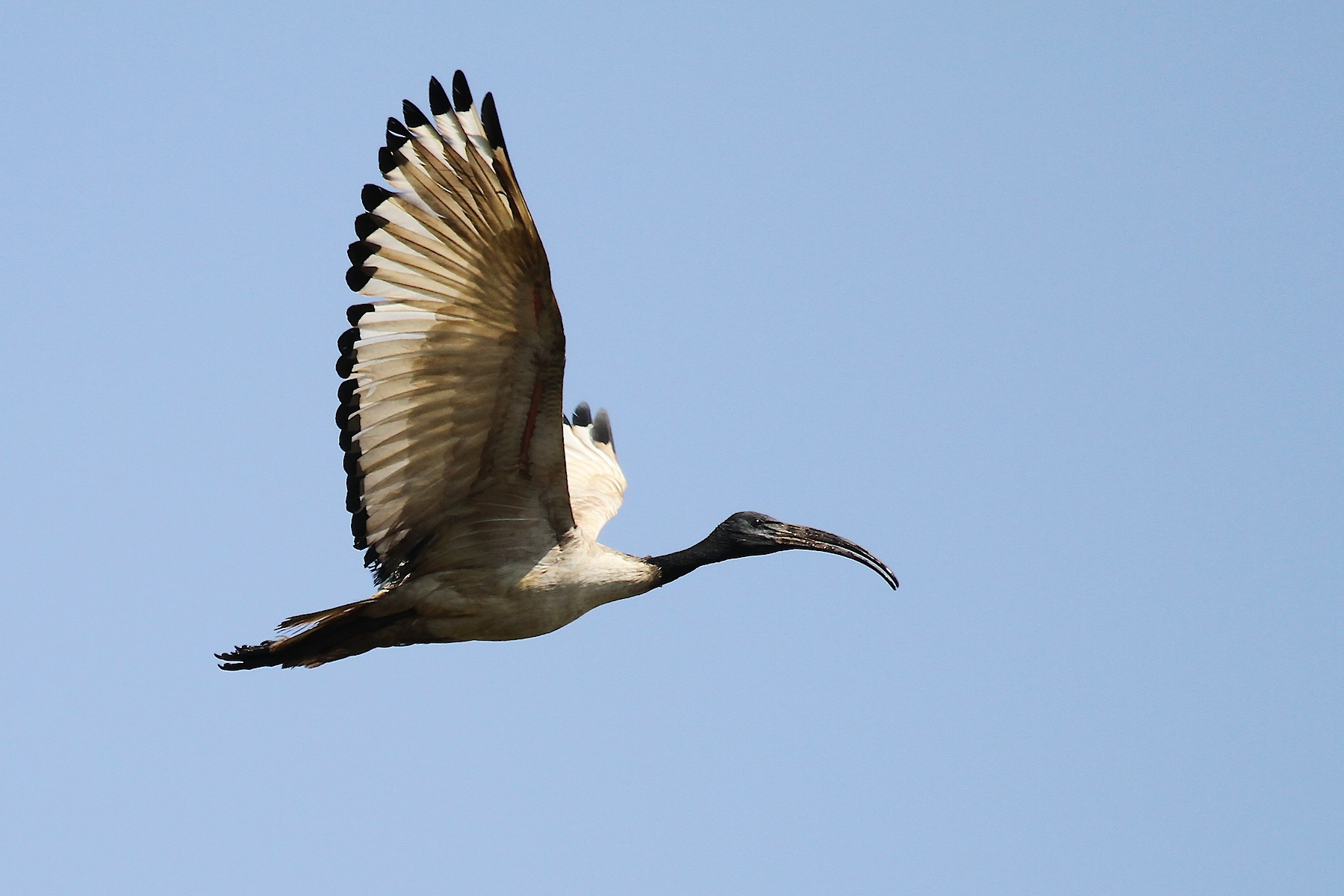
Pharaonenibis im Flug

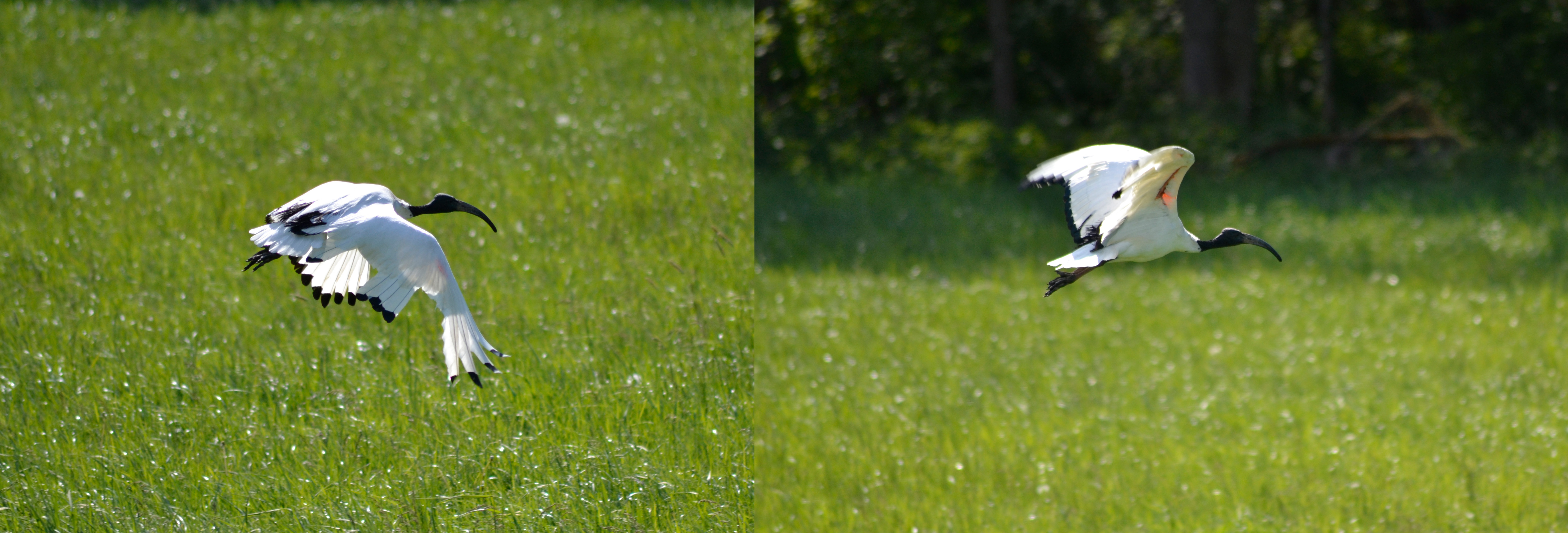
Flugbewegung eines Pharaonenibis

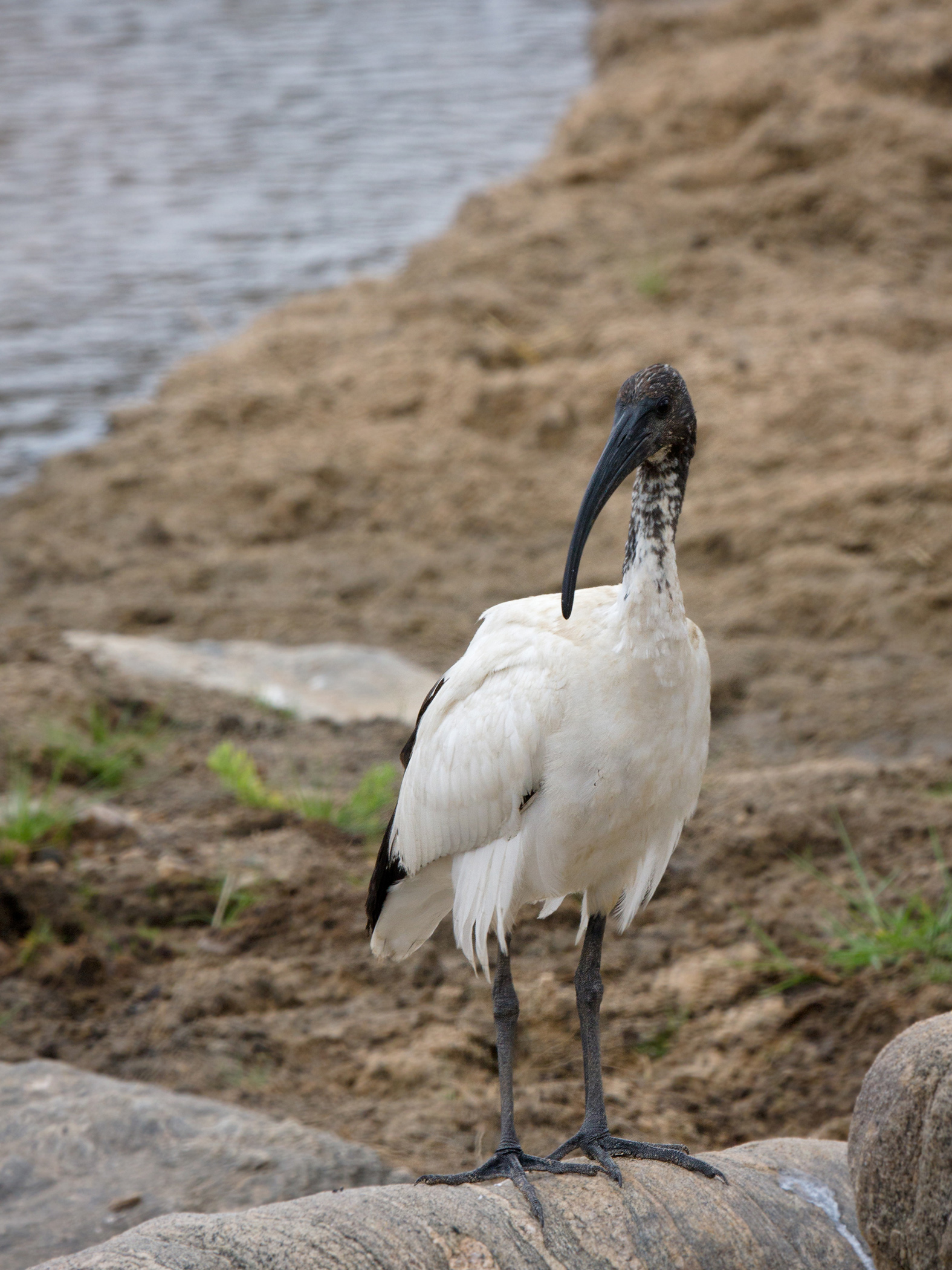
Juveniler Pharaonenibis in Tansania

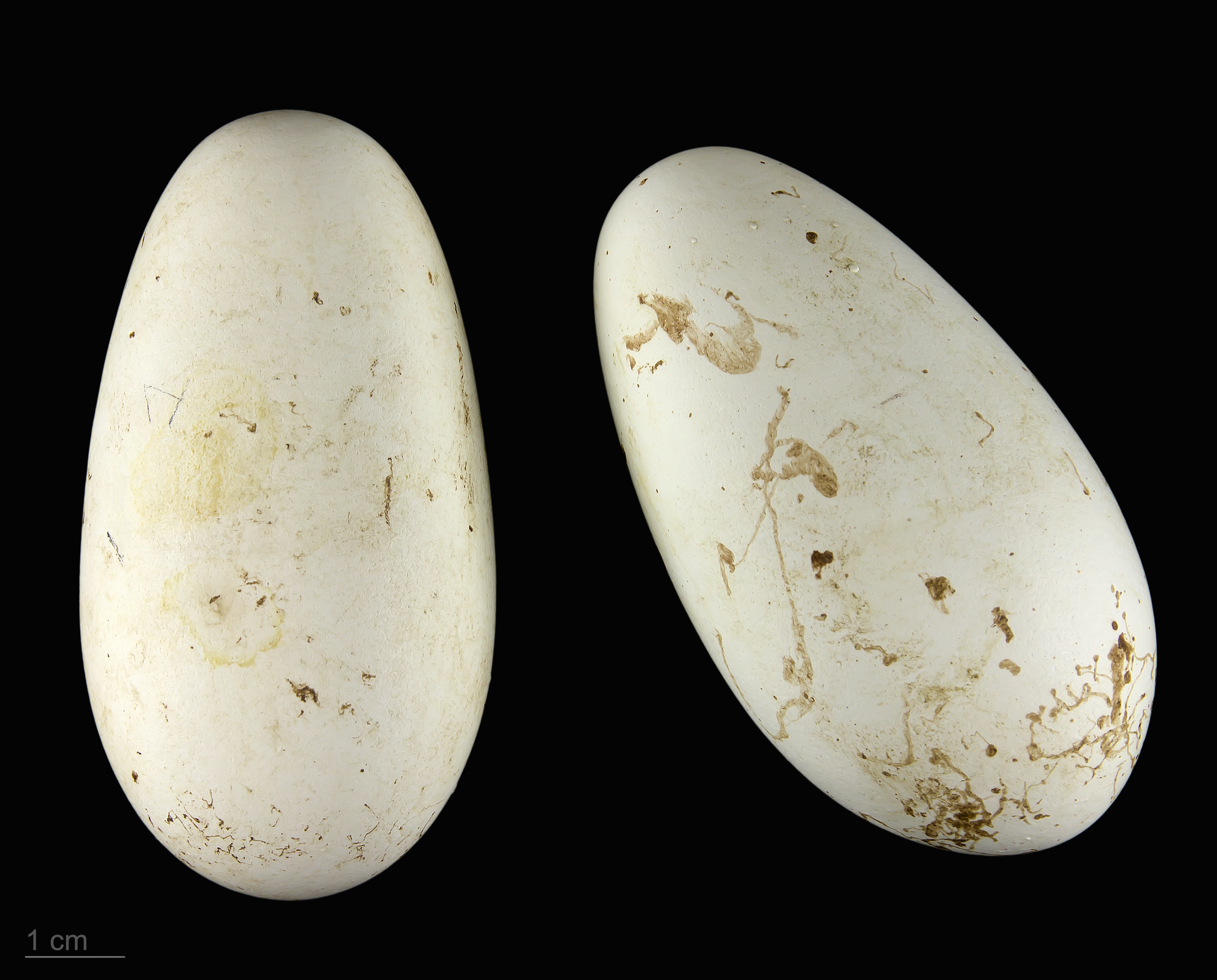
Threskiornis aethiopicus

Ibis, künstlerische Darstellung aus Holz und Kupfer, Ptolemäische Phase Ägyptens

Der Pharaonenibis (Threskiornis aethiopicus) oder Heilige Ibis ist eine Vogelart aus der Familie der Ibisse und Löffler (Threskiornithidae) und lebte ursprünglich fast ausschließlich in Afrika.

## Beschreibung
Der Pharaonenibis wird 65 bis 75 cm groß und hat eine Flügelspannweite von 112 bis 124 cm. Er hat ein weitgehend weißes Gefieder. Die Schwingen sind breit schwarz gerandet, was sich beim sitzenden Vogel als breiter schwarzer Federsaum am Ende der Handschwingen abbildet, beim fliegenden den markanten schwarzen Flügelabschluss bildet. Im Brutkleid sind die inneren Armschwingen mit schwarzen Ornamentalfedern verlängert. Der Unterflügel ist nahe der Flügelkante unbefiedert. Dieser, sich über etwa zwei Drittel des Unterflügels hinziehende Streifen ist während der Brutzeit tiefrot, sonst fleischfarben. Kopf und Hals sind federlos und schwarz, der deutlich abwärts gebogene Schnabel ist etwas heller, eher grauschwarz. Beide Geschlechter haben die gleiche Gefiederfärbung, Männchen sind etwas größer als Weibchen.

## Verbreitung
Einst auch in Ägypten heimisch, lebt dieser Ibis heute ganz überwiegend im Afrika südlich der Sahara. Außerdem gibt es Brutvorkommen im südöstlichen Irak. Seine nächsten Verwandten sind der Molukkenibis und der Schwarzkopfibis.
Die Vögel leben meist in Gewässernähe. Die Bestände in Ägypten, wo er einst als heiliger Vogel verehrt wurde, sind heute erloschen.
In Frankreich hat sich beginnend in den 1970er Jahren eine Population aus freifliegenden Tieren des Vogelparks von Branféré in der Bretagne etabliert. Im Jahr 1984 gab es etwa 100 Tiere, 1995 etwa 400 und 2005 bereits etwa 3.000 in insgesamt 17 Départements. Besonders verbreitet ist er in den Départements Loire-Atlantique, Vendée und Morbihan (Pénestin). Man findet ihn aber auch an der französischen Mittelmeerküste. Seit Mai 2008 laufen im Département Loire-Atlantique Abschüsse durch Jäger, um den Bestand wegen vermeintlich negativen Auswirkungen auf andere Vogelarten zu reduzieren.
Nachdem in Nordwestitalien ebenfalls Bruten erfolgten, wurden auch im Podelta im Nordosten Italiens bereits Exemplare gesichtet. Die Vögel werden zunehmend auch in Belgien und den Niederlanden beobachtet, wo es ebenfalls bereits erste Bruten gab. In Deutschland sind manchmal Gefangenschaftsflüchtlinge zu finden, eventuell auch Tiere der französischen Population, vor allem am Niederrhein. 2013 brütete erstmals ein Paar in Deutschland, am Ismaninger Speichersee.
Bis zum Jahre 2022 hat sich der Pharaonenibis über weite Gebiete Europas verbreitet, neben der französischen Atlantikküste ist er insbesondere auch in Belgien, den Niederlanden, der Poebene, sowie an der Mittelmeerküste von Frankreich und Italien anzutreffen. Eher verstreute Belege gab es auch im französischen Binnenland, in Südengland, Deutschland, Dänemark, Südschweden, Spanien, Portugal, der Schweiz und Österreich. Einzelne Sichtungen gab es auch in Polen, Tschechien, der Slowakei, Kroatien und Lettland, siehe nebenstehende Karte.
In Deutschland wird eine umgehende Bekämpfung des Pharaonenibis gefordert, sobald er auftritt. Er wird als invasive Art nach § 40 Bundesnaturschutzgesetz (BNatSchG) betrachtet, da er heimische Arten gefährden könne. Eine wissenschaftliche Langzeitstudie aus dem Jahre 2013 über Neozoen in Frankreich kommt jedoch zum Schluss, dass der Pharaonenibis keine anderen Arten gefährdet.
Er ist 2016 in die „Liste der unerwünschten Spezies“ für die Europäische Union aufgenommen worden.
Die Gesamtpopulation besteht nach Schätzungen der IUCN aus 200.000 bis 450.000 Tieren. Die Art wird als „nicht gefährdet“ eingestuft.

## Vermehrung
Der Pharaonenibis brütet in Kolonien. Das Nest befindet sich am Boden, in Papyrusdickichten, im Gebüsch oder in Bäumen. Die Brutzeit der Pharaonenibisse variiert je nach den örtlichen klimatischen Bedingungen. Es werden 2 bis 4 Eier gelegt. Die Brut dauert 28–29 Tage. Bei der Fütterung greift der Jungvogel mit seinem Schnabel mehrfach an den des adulten Vogels, worauf dieser den Schlundinhalt für das Küken hervorwürgt. Die Jungen verlassen nach fünf bis sechs Wochen das Nest.

## Nahrung
Der Pharaonenibis ist ein ausgesprochener Nahrungsopportunist und ernährt sich von Reptilien, Fischen, Krebstieren, großen Insekten, Schnecken sowie gelegentlich auch Aas. Müllkippen werden regelmäßig nach Fressbarem durchsucht. An der Küste kann er sich auch auf Eier und Nestlinge spezialisieren. Damit hat er sogar z. B. in Südafrika einen größeren Einfluss auf den Bruterfolg der dortigen Kapscharben-Kolonien gewonnen als die Dominikanermöwe. Die französischen Ibiskolonien werden mittlerweile als eine akute Bedrohung besonders für Seeschwalbenkolonien angesehen.

## Sonstiges
Pharaonenibisse fliegen zumeist in linien- oder keilförmigen Formationen.
Im alten Ägypten wurde die Art als Inkarnation des Gottes Thot verehrt. Daher stammt auch sein veralteter Name. Er wurde oft in künstlerischen Arbeiten dargestellt. In Ibisfriedhöfen in Sakkara wurden 1,5 Millionen Ibisse bestattet, in der Grabstätte Tuna el-Gebel circa vier Millionen.